# Адріан Пертль
Адріан Пертль (нім. Adrian Pertl) — австрійський гірськолижник, призер чемпіонату світу. 
Срібну мадаль чемпіонату світу Пертль завоював у слаломі на світовій першості 2021 року, що проходила в Кортіна-д'Ампеццо.